# Sideroxylon obovatum
Sideroxylon obovatum är en tvåhjärtbladig växtart som beskrevs av Jean-Baptiste de Lamarck. Sideroxylon obovatum ingår i släktet Sideroxylon och familjen Sapotaceae. Inga underarter finns listade i Catalogue of Life.